# クリーム1号

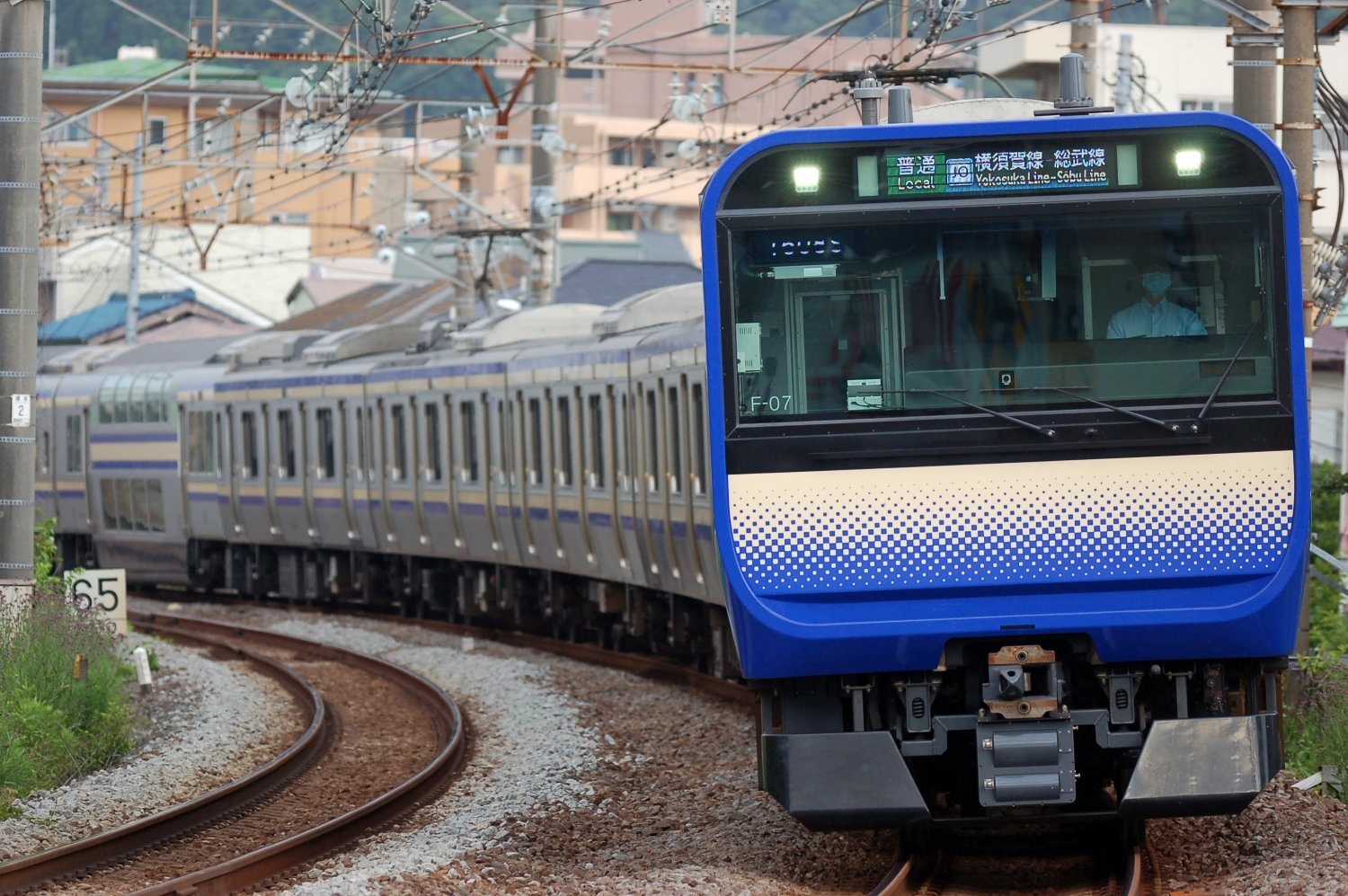
クリーム1号と青20号を帯色とするE235系1000番台

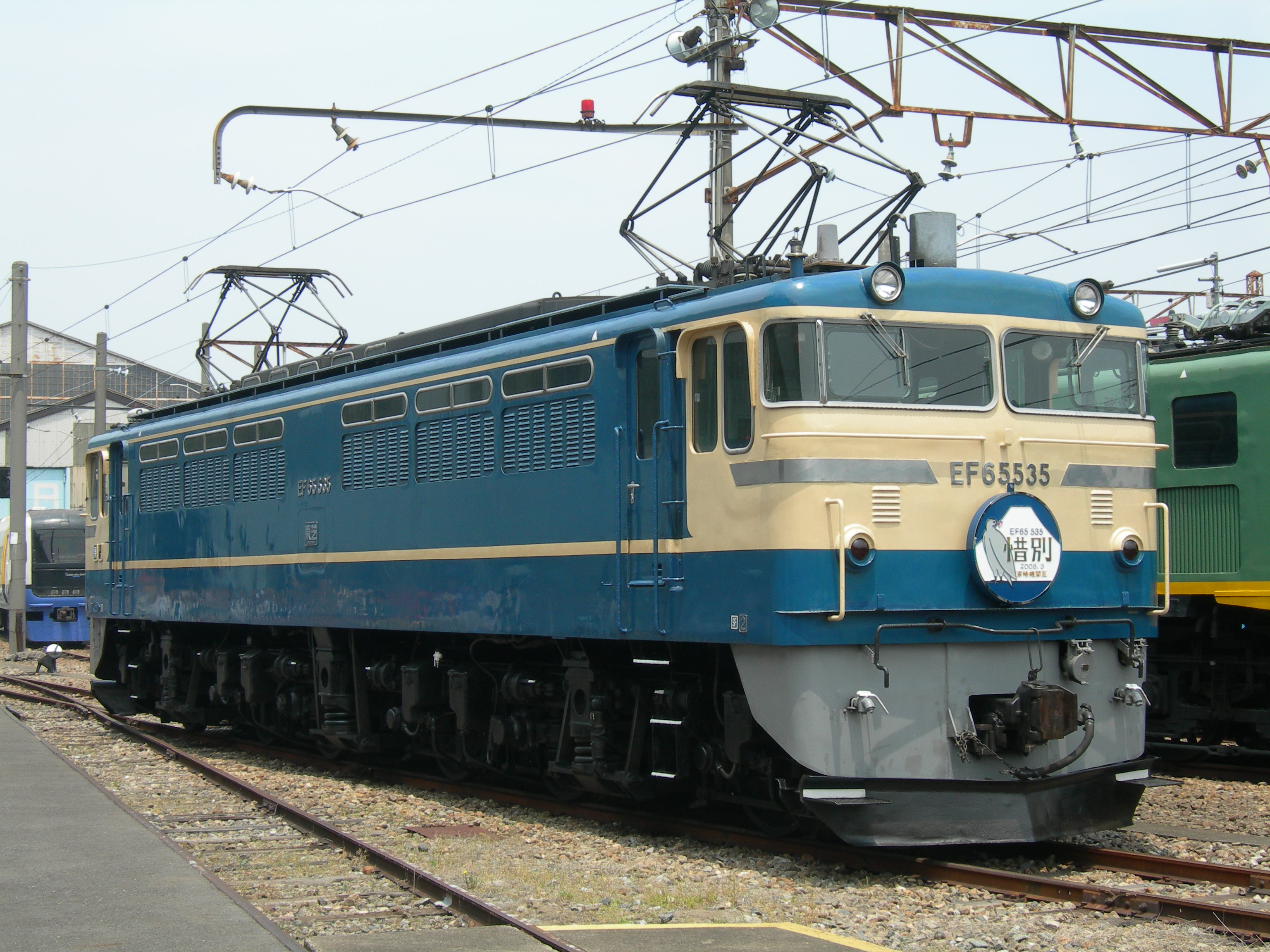
警戒色と帯色としてクリーム1号を使用するEF65形電気機関車

クリーム1号（クリーム1ごう）は、日本国有鉄道（国鉄）が定めた色名称の1つである。

## 概要
1958年10月に登場した20系客車と、特急「はつかり」用に整備されたスハ44系客車の帯色として採用されたのが最初である。1962年には、外部塗色の一部統合標準化により、横須賀線等で使用された通称「スカ色」のカラーリングについても、本色を地色として青15号の裾色という組み合わせに変更されることになり、1962年秋の111系の横須賀線投入から適用され、その他の「スカ色」の電車も順次変更された。なお新性能車での「スカ色」では本色の側面窓回りでの塗り幅が「湘南色」での黄かん色に比べて狭いのが特徴である。一方、前面下部の塗り分けが111系・113系では45度、115系では直角になっている点では「湘南色」と共通する。また、国鉄末期に登場した地域カラーでは、当色をベースとして帯を入れたものが多数登場した。
また、直流電気機関車の正面の警戒色としても、本色が採用されている。
このほか、旧型客車の便所・洗面所の内装や、貨車でも緩急車・車掌車の内装に本色が使用されるなど、車体の内外を問わず広範に使用された色である。

## 使用車両
- 国鉄10系客車
- 国鉄20系客車
- 国鉄70系電車
- 国鉄113系電車
- 国鉄115系電車
- 国鉄117系電車
- 国鉄583系電車
- 国鉄713系電車（登場時）
- 国鉄EF58形電気機関車
- EF67形を除く国鉄新型直流電気機関車
- JR東日本209系電車 - 横浜支社訓練センター訓練車
- JR東日本E217系電車
- JR東日本E235系1000番台 - 横須賀線の帯色
- 国鉄711系電車 - 新色の帯色
- 国鉄キハ35系気動車 - 相模線向け車両
- 車掌車

## 近似色
- クリーム2号
- 東武セイジクリーム（通勤形車両に1985年まで採用されていた単色塗りの標準色）
- 西武5000系（初代レッドアロー）の地色。同社10000系においてもリバイバル塗装で採用されている。
- 阪神ジェットカー（5500系・5700系を除く）上半分のクリーム色部分は、この色に近い。
- 大阪市営地下鉄の普通鋼製車両（50系など）の旧標準色（1960年代から1970年代にかけて採用。車体の上半分のクリーム色の部分はこの色に近い）